# Revuelta de los macabeos
La revuelta de los macabeos (en hebreo: מרד החשמונאים‎: מרד החשמונאים; en griego: Επανάσταση των Μακκαβαίων: Επανάσταση των Μακκαβαίων) fue una rebelión por parte de los judíos, que tuvo lugar de 167 a 160 a. C., dirigida por los macabeos contra el Imperio seléucida y la influencia helenística en la vida judía.

## Cronología

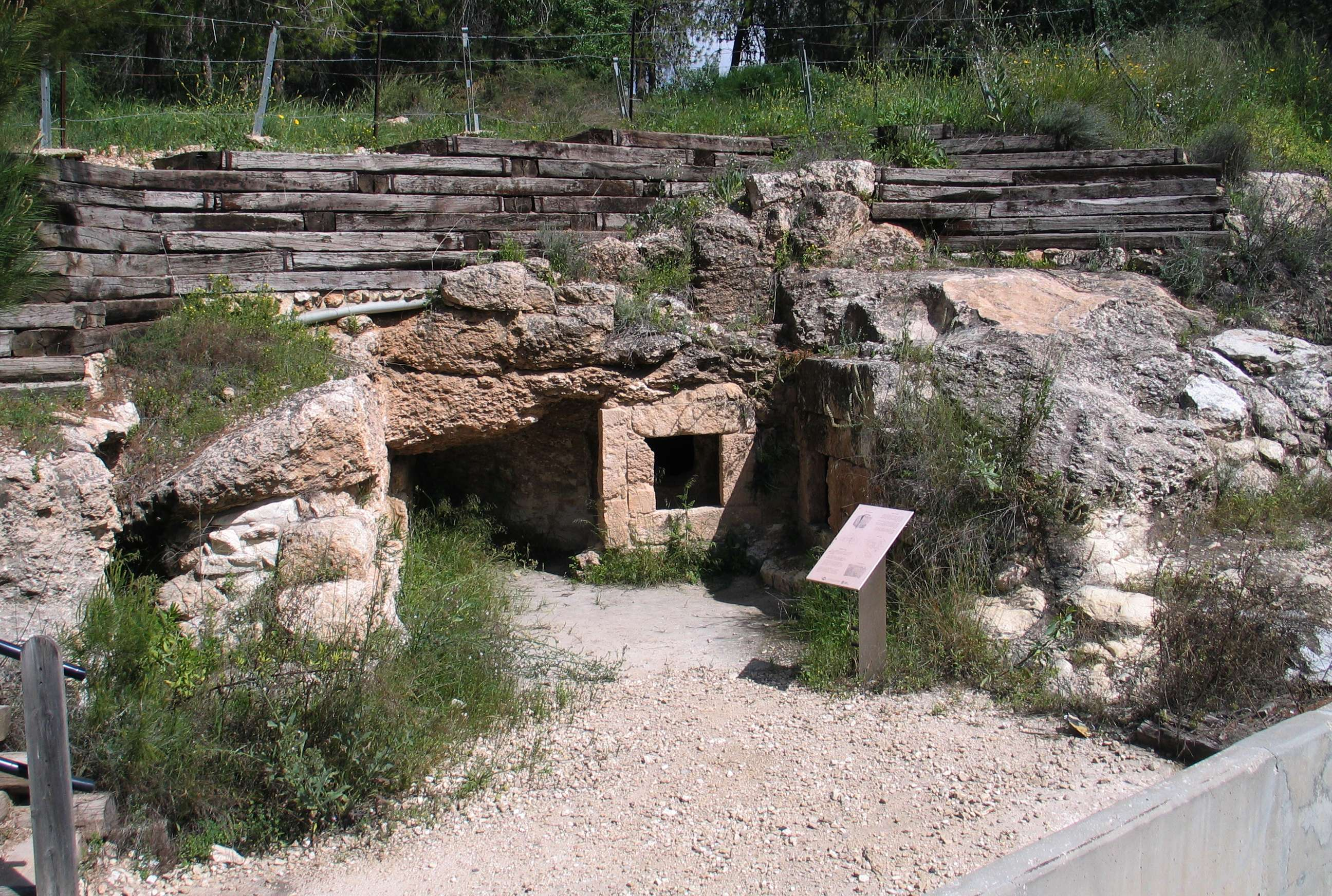
Tumba de los Macabeos en Mevo Modi'im

En la narrativa del Primer Libro de los Macabeos, después de que Antíoco IV Epífanes emitió su decreto prohibiendo la práctica religiosa judía. Un sacerdote judío rural de Modi'ín, Matatías el asmoneo, encendió la chispa contra el Imperio seléucida al rechazar la adoración de los dioses griegos. Matatías mató a un judío helenístico que se había prestado a ofrecer un sacrificio a un ídolo en el pueblo de Matatías. Él y sus cinco hijos huyeron a las montañas de Judá. Después de la muerte de Matatías, aproximadamente un año más tarde, en 166 a. C., su hijo Judas Macabeo dirigió un ejército de disidentes judíos, a la victoria sobre la dinastía seléucida en una guerra de guerrillas, que al principio estuvo dirigida contra los judíos helenizados, de los que había muchos. Los Macabeos destruyeron los altares paganos en los pueblos, circuncidaron a los niños y forzaron a los judíos a la rebeldía. El término Macabeos, utilizado para describir el ejército judío, está tomado de la palabra hebrea para "martillo".

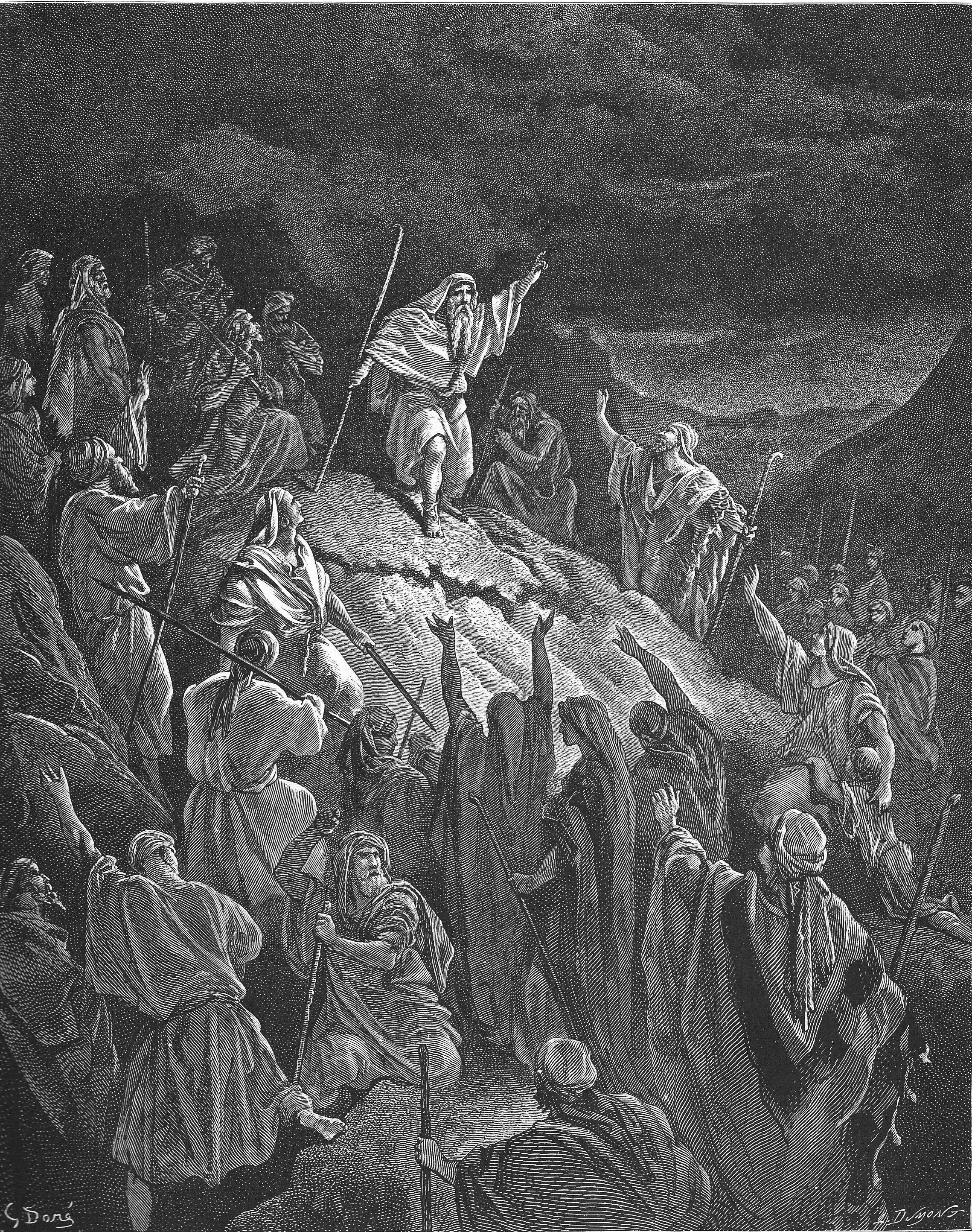
Matatías arenga a los judiós.

La revuelta implicó muchas batallas, en las que las fuerzas macabeas alcanzaron notoriedad entre el ejército seléucida por su uso de la táctica de guerrilla. Después de la victoria, los Macabeos entraron en Jerusalén en triunfo y limpiaron ritualmente el Templo, restableciendo el culto judío tradicional, e instauraron a Jonatán Macabeo como sumo sacerdote. Un gran ejército seléucida fue enviado a sofocar la rebelión, pero regresó a Siria tras la muerte de Antíoco IV. Los Macabeos hicieron un pacto con Roma, y se convirtieron en aliados, previniendo que el imperio seléucida tomara la gran acción de reconquistar Palestina (Así estaría en contra de un imperio más poderoso). Su comandante Lisias, preocupado por asuntos internos, apalabró un compromiso político que restauró la libertad religiosa.

## Batallas
- Batalla de Uadi Haramia (167 a. C.)
- Batalla de Bet Horón (166 a. C.)
- Batalla de Emaús (166 a. C.)
- Batalla de Bet Zur (164 a. C.)
- Batalla de Bet Zacarías (162 a. C.)
- Batalla de Adasa (161 a. C.)
- Sitio de Datema
- Batalla de Elasa (160 a. C.)

## Legado
El festival judío de Hanukkah celebra la re-dedicación del Templo subsiguiente a la victoria de Judas Macabeo. Según la literatura rabínica, los victoriosos macabeos pudieron encontrar una pequeña jarra de aceite no contaminado, gracias a un sello, y aunque sólo bastaba para sustentar la Menorá durante un día, duró milagrosamente ocho días, tiempo suficiente para traer más cantidad.  El milagro del aceite ha sido considerado legendario, y su autenticidad, cuestionada desde la Edad Media.